# Буддизм в Индии
Буддизм возник на севере Индии. Его основатель — Сиддхартха Гаутама, Будда («Пробуждённый») Шакьямуни («Мудрец из рода Шакья»). Учение Будды достигло расцвета во времена правления царей Бимбисары, Ашоки, Милинды, Канишки и при их покровительстве. К тому времени оно уже проникло во многие сопредельные и отдалённые страны, в том числе Китай, Корею и Японию.
После вторжения в Индию мусульман в 712 году буддизм начал приходить на своей родине в упадок. В XIII веке он окончательно утрачивает свои позиции, чему способствует т. н. «индуистский ренессанс». Значительное количество буддистов сохранялось только в Гималаях: в Ладакхе, Аруначал-Прадеше и Сиккиме. В настоящее время к буддистам относятся 0,7 % индийцев.

## Сиддхартха Гаутама
Сиддхартха Гаутама считается основоположником буддизма. Сиддхартха был принцем древнего индийского княжества, то есть принадлежал к варне кшатриев.
Встав на духовный путь, Сиддхартха Гаутама, медитируя под деревом Бодхи в местечке Бодх-Гая, обрёл просветление. Став пробуждённым, он поведал миру способы обрести освобождение от сансары, избегая крайностей аскезы и гедонизма — срединный путь.
Будда обрёл покровителя в лице правителя Магадхи, царя Бимбисары. Царь покровительствовал буддизму и приказал создать множество «вихар» (буддийских монастырей). Из-за обилия монастырей регион впоследствии был назван Бихара.
В парке вблизи Варанаси в Северной Индии (Сарнатх) Будда провёл почти всю свою земную жизнь. Там он давал своё учение (Дхарма) многочисленным ученикам. Они вместе с Буддой стали первой Сангхой — буддистской монашеской общиной.
Таковы Три Драгоценности (Триратна) традиционного буддизма: Будда, Дхарма и Сангха.
Оставшиеся годы своей жизни Будда путешествовал по равнине Ганга на северо-востоке Индии и по другим регионам.
Умер Будда в джунглях Кушинагара.
Буддисты считают его смерть достижением Великой нирваны.

## Буддистское движение
Будда не назначил себе преемника, лишь пожелал своим последователям стараться идти по пути буддизма. Учение Будды существовало только как передаваемое из уст в уста. Сангха продолжила своё существование, состоялось несколько буддийских соборов, в которых буддисты пытались достичь полного взаимопонимания во взглядах на доктрины и реальную практику буддизма.
Монах Махакашьяпа председательствовал на первом буддистском соборе, состоявшемся в Раджгире. Основной задачей было повторить вновь слова Будды и согласовать монастырское учение с буддизмом.
Второй собор проходил в Вайшали. Целью его было разрешить неясность в самой возможности использования денег, питья пальмового вина и других мирских вещей в повседневной жизни монастыря. Мнения разделились; в итоге совет решил, что все эти вещи противоречат монастырской жизни.
Обычно считают, что третьим буддистским собором, проведённым в Путне, будто бы был собор, созванный царём Ашокой в III веке до н. э. Организованный монахом Моггалипутта Тисса, третий собор был созван для рассмотрения вопроса об уменьшении численности принимающих решения буддистов. Большинство современных школ уверены, что эти совещания были предназначены исключительно для Тхеравады, и что вопрос о миссионерстве на них не поднимался.
Возможно, был ещё четвёртый собор, совет школы Сарвастивада, который, как считается, проводился под покровительством императора Канишки в Джаландхаре, хотя позже профессор Ламотт пытался доказать, что такого собора не было.
Это привело к появлению различных ранних буддистских школ (в том числе Тхеравады). Позже возросло значение махаянской и ваджраянской ветвей буддизма.

### Ранние буддистские школы
Ранние буддистские школы проповедовали скорее сектантский буддизм, в первые несколько веков после возникновения этого учения произошло его расщепление на множество мелких направлений. В основном эти школы ориентировались на первоисточник учения, не принимая добавок Сутр махаяны. Как окончательную редакции учений Будды принималась Типитака (Трипитака).
- Тхеравада является единственным течением раннего буддизма, которое сохранилось на территории Индии до сих пор. Тхераваду исповедают в Шри-Ланке, Бирме, Таиланде, Камбодже и Лаосе.
- Другая известная ранняя школа — Сарвастивада, многие доктрины которой сохранились в современном тибетском буддизме. Сарвастивада была одной из ветвей индийской Абхидхармы и сыграла свою роль в становлении доктрины Йогачары. Свод монашеских правил Виная до сих пор используется в Тибете, а также оказал влияние на правила буддистских монастырей в Китае.

### Махаяна
Махаянская ветвь буддизма популяризировала понятие Бодхисаттва (буквально существо пробуждения) и поклонение бодхисаттвам. Бодхисаттвой называют того, кто, достигнув Нирваны, возвращается в колесо перерождений, чтобы помочь другим существам обрести просветление. Бодхисаттвы, такие как Манджушри, Авалокитешвара, Майтрея, стали одним из объектов поклонения в Махаяне.
Махаяна включает следующие индийские школы:
- Мадхьямака (средний путь), основанная Нагарджуной и Ашвагхошей.
- Йогачара (только сознание), основанная Асангой и Васубандху.

### Ваджраяна
Ваджраяна (Алмазная колесница) — традиция буддизма, возникшая в Индии, Ланке и Уддияне примерно в IV веке н. э.
В Индии и Шри-Ланке в настоящее время практически не сохранилась. Распространена в Тибете, Непале, Бутане (см. Тибетский буддизм), а также в Японии (школа Сингон) и отчасти в Китае и Тайване (школа Ми-цзун).
Другие названия: Тантраяна, Мантраяна.

## Усиление буддизма в Индии

### Ашока и Империя Маурьев
Империя Маурьев достигла пика своего процветания во времена правления императора Ашоки, который обратился в буддизм после битвы при Калинге. Император-буддист обеспечил долгий период стабильности в своём государстве. Империя посылала монахов в другие страны для пропаганды буддизма. Посол Греции Мегастенес описывал богатство столицы империи Маурьев. Ступы, колонны и другие памятники той эпохи остались в Санчи, Сарнатхе и Матуре.
Император Ашока Великий (304—232 годы до н. э.) был правителем империи Маурьев с 273 года до н. э. до 232 года до н. э.
Ашока стал править наибольшим по территории индийским государством после ряда удачных военных кампаний. Царство императора Ашоки простиралось от Южной Азии и дальше, от современного Афганистана и части Ирана на западе, до Бенгала и Ассама на востоке, а на юге до Мисоре.
Если верить легендам, то император Ашока чудом победил в Калингском сражении, после которого и принял буддизм. Его наставниками были Радхасвами и Манджушри. Ашока возвёл памятники, посвящённые разным событиям жизни Сиддхартхи Гаутамы, и способствовал не только сохранению, но и распространению буддизма. Он пользовался своим положением для распространения относительно новой философии буддизма во многих странах, даже таких далёких как Рим и Египет.

### Бактриана,племена саковиИндийская Парфия
Столицей Менандра I, одного из известных императоров-буддистов, сначала была Таксила, а затем Сагала (Сиалкот). В книге Милинда Панха описаны его беседы с великими буддистскими философами того времени.
В 90 году до н. э. парфяне захватили восточный Иран и около 50 года до н. э. взяли территории Афганистана под полный контроль Греции. Около 7 года н. э. была захвачена Гандхара. Парфяне привнесли в Гандхару греческие традиции. Первые элементы гандхарского греко-буддистского искусства датируются периодом с 50 года до н. э. по 75 год н. э.

### Кушанское царство
Кушанское царство в правление императора Канишки было известно как Гандхара. Канишка поощрял буддизм. Буддистское искусство распространялось за пределы Гандхары в другие части Азии. Во время правления этого императора Будду впервые стали изображать как человека. В Гандхаре расцвёл махаянский буддизм.

## Распространение дхармы
Миссионеры буддизма распространяли учение в различных странах, в том числе в Восточной и Центральной Азии.
В «Указах» Ашоки упоминаются эллинистические государства того периода как новообращённые им в буддизм страны. Посланники Ашоки, такие как Дхармаракшита, описаны в палийских источниках как ведущие греческие («йона») буддистские монахи, активно проповедовавшие буддизм (Махавамса, XII).
Римские исторические сообщения рассказывают о посланцах «индийского царя Пандиона (Пандья), также называемого Порус», к Цесаревичу Августу в I веке н. э. Посланцы (шраманы) путешествовали с дипломатическими письмами в Древнюю Грецию, в Афины, чтобы рассказать о своей вере. Об этом пишет Николаус Дамасский, который видел посланцев в Антиохии. Надгробия, сделанные для шраманов, сохранились до времён Плутарха, который упомянул их в «ΖΑΡΜΑΝΟΧΗΓΑΣ ΙΝΔΟΣ ΑΠΟ ΒΑΡΓΟΣΗΣ» («Шраманский мастер из Баригазы, что в Индии»).
Локакшема впервые перевёл махаянские тексты на китайский язык. Гандхарские монахи Джнянагупта и Праджня перевели на китайский санскритские сутры.
Индийский наставник дхьяны Буддабхадра был основателем и патриархом Шаолиня. Буддистский монах и мастер эзотерических практик из Северной Индии (VI век) Бодхируки известен как патриарх школы Дилунь. Бодхидхарму (середина VI века) традиционно считают основоположником школы Чань в Китае.
В VIII веке индийский монах, основатель Йогачара-Мадхьямики Шантаракшита, в будущем руководитель университета Наланда, прибыл в Тибет для учреждения буддийских институтов по приглашению царя Тисонга Децэна. Позднее по инициативе Шантаракшиты для проповеди тантрических учений был приглашён Падмасамбхава (санскр. «Рождённый из лотоса»). В Бутане и Тибете он больше известен как Гуру Ринпоче («Драгоценный Учитель»), а последователи школы Ньингма считают его вторым Буддой.
Индийский монах Атиша был автором учения упражнения ума (тиб. лоджонг). Он основал тибетскую школу Кадам.
Некоторые индийские монахи, такие, как Атиша, для проповеди буддизма путешествовали в Индонезию.

## Упадок буддизма в Индии
Популярность раннего буддизма основывалась на поддержке со стороны местных буддистских правителей Магадхи, Кошалы, кушанских императоров и императоров Палы. Как только правители перестали симпатизировать буддистам, начался упадок этого учения. Некоторые индийские правители использовали буддизм для оправдания своих военных замыслов, что также скомпрометировало учение.
После падения в XII веке последнего поддерживавшего буддизм императора из династии Пала состояние ещё более ухудшилось. Продолжился упадок с приходом мусульманских завоевателей, уничтожавших монастыри и попыток распространения ислама в данном регионе.

### Влияние индуизма
По мнению некоторых исследователей, Буддизм не закрепился на Индийском субконтиненте, на котором возник, потому, что Индуизм оказался более «понятным и приемлемым путём для простых верующих» Индии. В период между 400 годом до н. э. и 1000 годом н. э. видно увеличение количества индуистов за счёт буддистов. Однако не менее весомой представляется точка зрения, предполагающая более эгоистичную основу народных предпочтений: Буддизм навязывал древнеиндийскому обществу отказ от сословно-кастового характера, то есть разрушал систему ценностей индусов, предполагая отказ от варн и уравнивая кшатриев с вайшьями, а вайшьев с шудрами.

#### Вторжение белых гуннов
Китайские учителя, отправлявшиеся в Индию в V—VIII веках — Фасянь, Сюаньцзан, Ицзин, Хуйшэнь, Сун Юнь, — пишут об упадке буддийской сангхи, особенно во времена вторжения белых гуннов.

#### Тюркские мусульманские завоеватели
Мусульманские завоеватели на Индийском полуострове были первыми великими иконоборцами, вторгшимися в Южную Азию. В результате случайных единичных нападений на индуистские храмы они нанесли незначительный урон индуистским святыням, но буддисты пострадали, так как набеги разрушили ступы почти по всей территории Северной Индии. Буддистские храмы в Индии были бедны и полагались на покровительство правителей и торговцев.

### Развитие буддистских традиций во времени
В XII веке, когда мусульмане начали вторжение в Индию боем под Гуридом, многие монастыри переживали суровые времена. Считается, что монастыри со временем отошли от повседневной жизни Индии и что индийский буддизм не имел ритуалов и священников. Рядовые индийцы же для отправления ритуалов обращались к брахманам.

## Возрождение буддизма в Индии

### Анагарика ДхармапалаиОбщество Махабодхи
Возрождение буддизма в Индии началось в 1881 году, когда глава буддистов Шри-Ланки Анагарика Дхармапала создал Общество Махабодхи. Буддизм начал вновь распространяться в Индии. В июне 1892 года была организована встреча буддистов в Дарджилинге. Дхармапала обратился к тибетским соратникам и представил след Будды, который отослал Далай-ламе.
Дхармапала построил много вихар и храмов в Индии, включая один в Сарнатхе, месте первой проповеди Будды. Он умер в 1933 году. Затем его наследники поставили ему памятник в Дели в 1935 году.

### Бенгальская буддийская ассоциация
В 1892 году Крипасаран Махастхавир создал общество бенгальских буддистов (Бауддха Дхарманкур Сабха) в Калькутте. Крипасаран (1865—1926) привнёс значительный вклад в объединение буддистских общин Бенгалии и северо-восточной Индии. Он также создал филиал общества бенгальских буддистов в Шимле (1907), Лакхнау (1907), Дибрагархе (1908), Ранчи (1915), Шиллонге (1918), Дарджилинге (1919), Татанагар Джамшедпуре (1922), а также в Сакпуре, Сатбарии, Ноапаре, Унинепуре в регионе Читтагонг современной Бангладеш.

### Тибетский буддизм
Индийский премьер-министр Джавахарлал Неру позволил Далай-ламе, изгнанному из Тибета, и его последователям основать «Тибетское правительство в изгнании» в Дхарамсале.
Тибетские изгнанники в количестве несколько тысяч человек обосновались в городе. Бо́льшая часть из них живёт в верхней Дхарамсале, или МакЛеод Гандже, где они обустроили монастыри, храмы и школы. Город иногда даже называют «маленькая Лхаса» в честь столицы Тибета. В настоящее время город стал одним из мировых центров буддизма.
Значительные буддийские монастырские общины сложились в тибетских сеттльментах в штате Карнатака, где основаны реплики крупнейших монастырей Центрального Тибета — Дрепунга, Сэра, Гадэна. В Гоман-дацане монастыря Дрепунг традиционно получают буддийское образование выходцы из буддийских регионов России и ближнего зарубежья — Бурятии, Калмыкии, Тувы и Монголии.

### Далитское буддистское движение
Движение буддистов, сторонников возрождения, в среде касты неприкасаемых (далиты, пареи) началось в 1890-х годах главами далитов, в том числе Ийотией Тхассом, Брахманандой Редди и Дхарманандой Косамби. В 1956 году Б. Р. Амбедкар с последователями обратился в буддизм, с чего начался массовый переход далитов в буддизм.

### Движение випассана
Буддистская традиция медитации становится всё популярнее в Индии. Многие структуры, как правительственные, так и частного сектора, учитывают это при найме на работу. Практикуется такое обычно у среднего класса индийцев. Движение уже имеет силу и в других странах, как в Европе, так и в Америке и Азии.